# 1994年の経済
1994年の経済（1994ねんのけいざい）では、1994年（平成6年）の経済分野に関する出来事について記述する。

## できごと

### 1月
- 1月1日 - 北米自由貿易協定（NAFTA）発効。
- 1月26日 - トヨタ自動車が「カレン」を発売。

### 2月
- 2月2日 - 日本IBM、全管理職に3月から年俸制を導入すると発表。
- 2月3日
  - 政府・連立与党、所得税減税と財源対策で最終合意。
  - 細川首相、消費税を1997年（平成9年）4月1日から国民福祉税とし、税率を7パーセントに引き上げることを発表する。
- 2月4日
  - 国民福祉税と減税を白紙撤回。
  - グリーンスパン米連邦準備制度理事会（FRB）議長、金融引き締めに関する異例の事前声明を発表。
  - 大昭和製紙社長に中野省吾副社長が昇格。創業者の斉藤一族以外の社長は初めて。
  - 米クライスラー社、ネオンをリコール。

### 5月
- 5月27日 - 経団連第8代会長に豊田章一郎が就任。

### 9月
- 9月4日 - 関西国際空港開港。
- 9月14日 - 住友銀行名古屋支店長射殺事件。

### 10月
- 10月1日 - 小野田セメントと秩父セメントが合併し、秩父小野田（現：太平洋セメント）に商号変更。
- 10月1日 - 花王が「クイックルワイパー」を発売。
- 10月8日 - サッポロビール東京工場跡地に恵比寿ガーデンプレイスが完成。同時にウェスティンホテル東京が開業。
- 10月17日 - 当座預金を除くすべての預金の金利が自由化。
- 10月20日 - 本田技研工業がクリエイティブ・ムーバーシリーズの第1弾として「オデッセイ」を発売。